# IC 1742
IC 1742 — галактика типу Sc (компактна спіральна галактика) у сузір'ї Овен.
Цей об'єкт міститься в оригінальній редакції індексного каталогу.